# Пало-Альто
Пало-Альто (англ. Palo Alto) — місто в окрузі Санта-Клара, штат Каліфорнія, США. Населення — 68 572 особи (2020). 
Місто розташоване в північно-західній частині Санта-Клари, у районі затоки Сан-Франциско. Носить назву дерева Пало-Альто (ісп. El Palo Alto — високе дерево).
Місто розміщене в північній частині Кремнієвої долини і включає частину Стенфордського університету. У місті діють 7000 компаній, у яких працює 98 тис. осіб. Пало-Альто є штаб-квартирою ряду компаній високих технологій, зокрема Hewlett-Packard, Meta, Ning, Space Systems/Loral, TIBCO, VMware.

## Географія
Пало-Альто розташоване за координатами 37°23′59″ пн. ш. 122°8′34″ зх. д. / 37.39972° пн. ш. 122.14278° зх. д. (37.399782, -122.142776). За даними Бюро перепису населення США в 2010 році місто мало площу 66,79 км², з яких 61,86 км² — суходіл та 4,93 км² — водойми.

### Клімат
| Клімат : Пало-Альто   | Клімат : Пало-Альто | Клімат : Пало-Альто | Клімат : Пало-Альто | Клімат : Пало-Альто | Клімат : Пало-Альто | Клімат : Пало-Альто | Клімат : Пало-Альто | Клімат : Пало-Альто | Клімат : Пало-Альто | Клімат : Пало-Альто | Клімат : Пало-Альто | Клімат : Пало-Альто | Клімат : Пало-Альто |
| Показник              | Січ.                | Лют.                | Бер.                | Квіт.               | Трав.               | Черв.               | Лип.                | Серп.               | Вер.                | Жовт.               | Лист.               | Груд.               | Рік                 |
| Середній максимум, °C | 14,7                | 16,4                | 18,7                | 20,9                | 23,5                | 25,8                | 26,4                | 26,3                | 26,4                | 23,3                | 18,2                | 14,6                | 21,3                |
| Середній мінімум, °C  | 3,6                 | 4,8                 | 6,2                 | 7,1                 | 9,3                 | 11,3                | 12,8                | 12,7                | 11,4                | 8,9                 | 5,8                 | 3,3                 | 8,1                 |
| Норма опадів, мм      | 78                  | 84                  | 63                  | 25                  | 12                  | 2                   | 0                   | 1                   | 4                   | 19                  | 50                  | 75                  | 413                 |
| --------------------- | ------------------- | ------------------- | ------------------- | ------------------- | ------------------- | ------------------- | ------------------- | ------------------- | ------------------- | ------------------- | ------------------- | ------------------- | ------------------- |
| Джерело:              |                     |                     |                     |                     |                     |                     |                     |                     |                     |                     |                     |                     |                     |

## Демографія
Згідно з переписом 2010 року в місті мешкали 64 403 особи в 26 493 домогосподарствах у складі 16 477 родин. Густота населення становила 964 особи/км².  Було 28216 помешкань (422/км²).
Расовий склад населення:
| - 64,2 % — білих - 27,1 % — азіатів - 1,9 % — чорних або афроамериканців - 0,2 % — вихідців з тихоокеанських островів - 0,2 % — корінних американців - 2,2 % — осіб інших рас |

До двох чи більше рас належало 4,2 %. Частка іспаномовних становила 6,2 % від усіх жителів.
За віковим діапазоном населення розподілялося таким чином: 23,4 % — особи молодші 18 років, 59,5 % — особи у віці 18—64 років, 17,1 % — особи у віці 65 років та старші. Медіана віку мешканця становила 41,9 року. На 100 осіб жіночої статі у місті припадало 95,7 чоловіків;  на 100 жінок у віці від 18 років та старших — 93,0 чоловіків також старших 18 років.
Середній дохід на одне домашнє господарство  становив 193 800 доларів США (медіана — 136 519), а середній дохід на одну сім'ю — 233 056 доларів (медіана — 175 336). Медіана доходів становила 136 729 доларів для чоловіків та 92 080 доларів для жінок. За межею бідності перебувало 5,4 % осіб, у тому числі 3,6 % дітей у віці до 18 років та 6,6 % осіб у віці 65 років та старших.
Цивільне працевлаштоване населення становило 32 002 особи. Основні галузі зайнятості: науковці, спеціалісти, менеджери — 27,1 %, освіта, охорона здоров'я та соціальна допомога — 26,5 %, виробництво — 13,1 %, інформація — 7,9 %.

## Відомі люди
- Кароліна Кемпбелл (1980) — американська скрипалька, солістка та камерна музикантка, яка виконує та записує класичну, джазову, кіно та популярну музику.
- Сергій Брін (*1973) - засновник компанії Google
- Ліндсі Бакінгем, музикант
- Тед Вільямс, письменник-фантаст
- Герберт Гувер, 31-й президент США
- Стів Джобс, співзасновник компанії Apple
- Емі Ірвінг, акторка
- Роберт Конквест, історик, дипломат
- Скотт МакНілі, засновник компанії Sun Microsystems
- Памела Мелрой, астронавт
- Ларрі Пейдж, засновник компанії Google
- Мішель Пфайффер, акторка
- Кондоліза Райс
- Грейс Слік, співачка
- Шірлі Темпл, акторка
- Девід Файло, засновник компанії Yahoo!
- Джеймс Франко, актор
- Террі Хатчер, акторка
- Кейті Гофф, спортсменка, учасниця Олімпійських ігор
- Джордж Шульц, держсекретар США
- Рік Россовіч (* 1957) — американський актор.

## Міста-побратими
- Франція — Альбі (фр. Albi)
- Швеція — Лінчепінг (швед. Linköping)
- Мексика — Оахака (ісп. Oaxaca)
- Філіппіни — Пало (англ. Palo)
- Нідерланди — Енсхеде (нід. Enschede)